# Johann von Bruyn
Johann von Bruyn (ursprünglich Bruyn, später de Bruyn, gesprochen: Brüün; * in Schleswig, getauft am 18. März 1739 im Schleswiger Dom; † 3. Januar 1799 in Ahlefeldhof, heute Friedrichshof, in den Hüttener Bergen/Herzogtum Schleswig, begraben am 10. Januar 1799 in Hütten) war ein königlich-dänischer Major, Landvermesser, Oberlandinspektor und Landreformer.

## Leben
Am 3. August 1754 war er als „Slesvicensis“ gleichzeitig mit seinen Brüdern Georg und Christian als Student in Göttingen immatrikuliert worden. Er wurde dann als Student am 9. August 1755, am selben Tag wie seine Brüder, an der Universität Jena eingeschrieben.
Er trat später als Offizier in die dänische Armee ein und stieg so in den dänischen Militäradel auf und konnte daher das deutsche Adelsprädikat „von“ tragen. 1757 kaufte er eine Leutnantstelle im Bornholmischen geworbenen Infanterie-Regiment, Garnison Rendsburg und siedelte sich in Rendsburg an, woher seine Großmutter mütterlicherseits stammte (das nötige Geld für den Kauf des Postens holte er sich 1757 durch Verkauf eines Landstückes in Schleswig). 1764 erwarb er ein Haus im Neuwerk Rendsburg, das er erst 1797 gegen Ende seines Lebens wieder verkaufte. Auf seine eigenen Kosten machte er eine Campagne im Siebenjährigen Krieg mit und wurde anschließend Compagnie-Chef des Jütisch geworbenen Infanterie-Regiments. Das Jahresgehalt war nur knapp 450 Reichsthaler, wozu er 1797 in seinem Pensionsgesuch schrieb: „Ich hielt dieses 12 Jahre aus bei Zunahme meiner Familie und Abnahme eines von meinem Vater mir hinterlassenen Vermögens.“
1767 begann er, zusätzlich nebenberuflich als Landvermesser zu arbeiten (erster Vertrag mit Amtsverwalter A. Mörck zu Gottorf über die Vermessung des herrschaftlichen Gutes Satrupholm, da er dem Verwalter mehrfach als erfahren empfohlen worden war). 1769 beschloss er, den Nebenberuf zum Hauptberuf zu machen und bat um Entlassung aus dem aktiven Militärdienst, woraufhin er am 22. November 1769 als Capitain entlassen wurde, er seine Kompanie verkaufen konnte, und am 15. Dezember 1769 als „Ober-Land-Messer in den Herzogtümern Schleswig und Holstein wie auch in der Herrschaft Pinneberg und der Grafschaft Rantzau“ bestallt wurde (mit einer Gage von 300 Reichsthalern jährlich und zusätzlich über 500 Reichsthalern Diäten, außerdem Gebühren für Vermessungen, Verteilung und Kartierung der königlichen Domanialgüter). Er hatte vier Leute in seiner Meßstube beschäftigt.
Er zog daraufhin von Rendsburg nach Schleswig um, dem Amtssitz der Schleswig-Holsteinischen Landkommission, wo er sich 1770 auf dem für 2000 Thaler Courant erworbenen Grundstück des Brauers und Kaufmanns Diederichsen ein Haus baute. Er arbeitete in den Ämtern Ahrensbök, Husum, Gottorf, Hütten, Herrschaft Pinneberg und Herrschaft Glücksburg; jährlich hatte er etwa vier Domanialgüter und die dazugehörigen Dörfer zu vermessen. Nach der Aufhebung der Leibeigenschaft teilte er Güter von Großgrundbesitzern auf, z. B. das Gut Lindau. Hofländereien hatte er zu parzellieren und in Erbpacht zu verkaufen, Hölzungen teilte er in königliche Gehege ab und passte dazugehörige Dörfer durch eine Landumlegung der neuen Wirtschaftsweise an. Wegen des Mangels an Landmessern begann er, selbst junge Leute auszubilden. In seinem Haus in Schleswig entstand ein privates Landmesserbüro, und er brachte dort seine Mitarbeiter unter, die er zu versorgen hatte.
Um jederzeit reisen zu können, richtete er auf dem Hof seines Hauses eine Wagenremise mit Pferdestall ein und pachtete 1772 Wiesen dazu. Am 2. Februar 1775 wurde er aufgrund seiner Eingabe an den König wegen seiner Leistungen als Oberlandmesser zum Major der Infanterie ernannt. Ab 1781 war er Oberlandinspektor der Landkommission als Nachfolger seines 1780 gestorbenen Onkels Johann Nikolaus Otte zu Krieseby (Bestallungsurkunde vom 2. April 1781 durch König Christian VII.). Wegen mangelnder Protektion am Hof erhielt er keine eigene Stimme in der Kommission, was ihn bis an sein Lebensende verstimmte. An seiner Arbeit, die äußerst exakt war, scheint es nicht gelegen zu haben (er arbeitete „äußerst gewissenhaft, pflichtbewußt und erfolgreich“, Schütz 1982, S. 72).

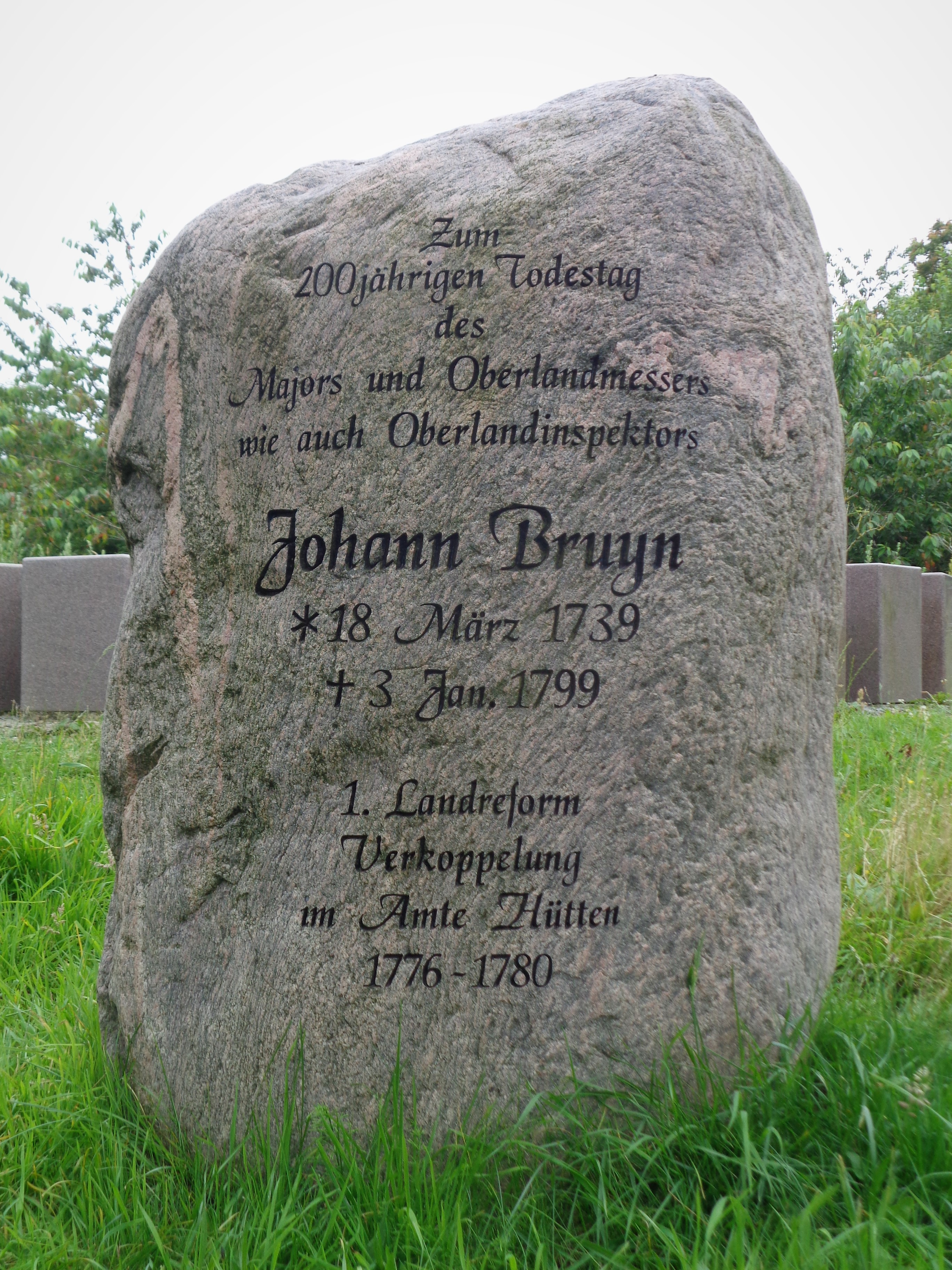
Gedenkstein auf dem Aschberg

Er erwarb eine Kate im Dorf Ahlefeld im Amt Hütten (erste Eintragung im Erdbuch 1778/79), das er 1783 durch weiteren Landerwerb vergrößerte und erheblich ausbaute; er nannte das Gut Ahlefeldhof. 1790 verkaufte er aufgrund Geldmangels sein Haus in Schleswig an seinen Bruder Christian Bruyn, dessen Tochter gerade den Hardesvogten der Schlies- und Füsingharde Nicolai von Klöcker geheiratet hatte und in das Johann von Bruyn’sche Haus in Schleswig einzog (mit deren Familie waren noch die Enkel des Johann von Bruyn eng befreundet). Johann von Bruyn zog sich auf sein Gut Ahlefeldhof zurück, wo er weiterhin sein Landmesserbüro leitete. Wegen der vielen Reisen und sonstigen Belastungen jedoch war seine Gesundheit schon seit 1792 schwer beschädigt. So bat er Ende 1797 um Pensionierung, die ihm bewilligt wurde. Jedoch starb er gut zwei Monate vor seinem 60. Geburtstag, ohne den Ruhestand antreten zu können. Ein Findling auf dem Aschberg erinnert an ihn.

## Familie
Johann von Bruyns Brüder waren der Unternehmer und Reeder Christian Bruyn, Besitzer der „Bruynschen Werft“ in Eckernförde, und Georg Bruyn, Schleswiger Bürgermeister und Initiator des Eider-Kanals. Sein Großvater war der Gründer der Otte-Unternehmen Christian Otte in Schleswig. Sein Vater war der wohlhabende Seekapitän Jacob Bruyn de Wolff, Schlossbesitzer auf Hoyersworth, ein Niederländer, der – wie die VOC-Akten nahelegen – zuvor im Indischen Ozean tätig war und nach dem Stand der Forschungen wohl einer gemischt europäisch-indischen Familie entstammte. Johann von Bruyn heiratete 1761 in Schleswig seine Cousine Dorothea Louise Otten, Tochter des Schleswiger Bürgermeisters und Unternehmers Georg Christian Otte (wegen der Blutsverwandtschaft war am 24. Dezember 1760 Dispens erteilt worden) und Enkelin des obersten Beamten der Herzogtümer, des dänischen Obersachwalters Johann Lorens Bensen. Johann von Bruyns älteste Tochter Elisabeth Margaretha Bruyn setzte die Familientradition der Verwandtenheiraten fort und heiratete ihren Vetter, Kanzleirat und Reeder Christian Johann Bruyn aus Eckernförde, der dort die Otte’schen Unternehmungen fortführte.